# Aage Remfeldt - et portræt
Aage Remfeldt - et portræt er en film instrueret af Jørgen Flindt Pedersen efter eget manuskript.

## Handling
Aage Remfeldt er en gammel mester på fotografiets område. I en menneskealder har han arbejdet med og forfinet portrættet, den foretrukne genre. Filmen er optaget i hans atelier i Havdrup, hvor han fortæller om og viser prøver på sin metode, samtidig med at han kommenterer sit livs hændelser i fortid og nutid.